# Cristina García-Orcoyen Tormo
Pour les articles homonymes, voir Tormo.
Cristina García-Orcoyen Tormo, née le 2 janvier 1948 à Madrid, est une femme politique espagnole.
Membre du Parti populaire, elle siège au Parlement européen de 1999 à 2004.